# Robben Island
Robben Island, en anglès, o Robbeneiland, en afrikaans, és una illa de Sud-àfrica, a l'altura del Cap, que va servir al segle xx de presó política per als opositors negres al règim de l'apartheid. Està inscrita a la llista del patrimoni mundial de la UNESCO des de l'any 1999.
El nom d'«illa de les Foques» (en afrikaans robben significa «foques») prové del fet que als inicis de la colonització hi hauria un gran nombre d'aquests mamífers a les aigües que envolten l'illa.
Fins ara, tres presidents de Sud-àfrica han estat presos a l'illa, entre ells el President Nelson Mandela, Premi Nobel de la Pau, que hi va ser detingut durant prop de 18 anys dels 27 que va estar empresonat a partir de 1964, abans de ser transferit a la presó Victor Verster, prop de Paarl. Igualment, els Presidents Kgalema Mothlanthe i Jacob Zuma van ser-hi empresonats. També nombrosos membres de l'ANC i dels moviments d'alliberament sud-africans hi van estar presos.

## Història
Des de finals del segle xvii, l'illa de Robben s'havia utilitzat principalment per a l'aïllament dels presos polítics. Els colons holandesos van ser els primers a utilitzar l'illa de Robben com a presó. El seu primer presoner va ser probablement Autshumato durant la primera mitat del segle xvii. Entre els seus primers habitants permanents hi eren líders polítics de diverses colònies holandeses, entre ells els d'Indonèsia, i el líder del motí al vaixell d'esclaus Meermin.
Després que la Royal Navy capturés nombrosos holandesos orientals a la batalla de Saldanha Bay el 1781, un vaixell va anar a trobar els vaixells de guerra britànics. A bord es trobaven els "reis de Ternate i Tidore, i els prínceps de les respectives famílies". Els holandesos els varen mantenir durant molt de temps a la "Illa Robin", però després els varen traslladar a Saldanha Bay.
El 1806 el balener escocès John Murray va obrir una estació balenera en una badia protegida a la costa nord-oriental de l'illa, que es va conèixer com la Badia de Murray, adjacent al port actual de nom de Murray Bay que va ser construït el 1939-40.
Després d'un fallit aixecament a Grahamstown el 1819, la cinquena de les Guerres xosa, el govern colonial britànic condemnar el líder africà Makanda Nxele a cadena perpètua a l'illa. Es va ofegar en les costes de Table Bay després d'escapar de la presó.
L'illa també va ser utilitzada com a colònia per leprosos i per animals en quarantena. A partir de 1845 els leprosos de la Hemel-en-Aarde (cel i terra) colònia de leprosos prop de Caledon van ser traslladats a l'illa de Robben, quan es va trobar Hemel-en-Aarde inadequada com una colònia de leprosos. Inicialment això es va fer de forma voluntària i els leprosos eren lliures d'abandonar l'illa, si així ho desitjaven. A l'abril 1891 es va posar la primera pedra d'11 nous edificis pels leprosos. Després de la introducció de la Llei de Repressió de la Lepra maig 1892 l'admissió ja no era voluntària i els moviments dels leprosos va ser restringit. Abans de 1892 una mitjana de prop de 25 leprosos a l'any van ingressar a l'illa de Robben, però el 1892 aquest nombre es va elevar a 338, i el 1893 van ser admesos altres 250.
Durant la Segona Guerra Mundial l'illa va ser fortificada amb canons de 9,2 polzades BL Mk X i de 6 polzades, que es van instal·lar com a part de les defenses de Ciutat del Cap.
Robben Island va ser utilitzada com a presó per als presos polítics i condemnat criminals des de 1961. Era una presó de màxima seguretat per a presos polítics fins al 1991. La presó de mitjana seguretat per a presos comuns es va tancar el 1996.
En les eleccions generals de Sud-àfrica de 2009, l'Aliança Democràtica va guanyar l'illa.

## Perills marítims
Robben Island i la propera Whale Rock han provocat el naufragi de moltes naus i les seves tripulacions. L'onatge a mar obert de l'oceà Atlàntic colpeja contínuament als seus marges i tot vaixell que naufraga en els esculls està aviat trinxat en trossos i desapareix. A la segona meitat del segle xvii un vaixell neerlandès carregat amb monedes d'or destinades al pagament dels sous dels empleats de la Companyia de les Índies Orientals Holandeses a Batavia (avui Jakarta, Indonèsia) es va desintegrar en aquests esculls a poca distància de la costa, en aigües relativament poc profundes però molt agitades. L'or avui tindria un valor de desenes de milions d'euros. Algunes monedes han arribat a terra al llarg del temps, però la major part del tresor roman a l'oceà. Està protegit en gran part per les onades gairebé incessant i violentes. Molts altres vaixells han naufragat als voltants de l'illa.

## Avui
Avui en dia l'illa és una destinació turística popular i va ser declarada Patrimoni de la Humanitat de la UNESCO des del 1999. S'arriba per ferri des del Victoria & Alfred Waterfront a Ciutat del Cap i està obert durant tot l'any si el temps ho permet. Les visites a l'illa i la presó són dirigides per guies que abans hi eren presoners. El Museu de l'illa de Robben (RIM) funciona com un lloc o un museu vivent. Tota l'illa és propietat de l'Estat, amb l'excepció de l'església.

## Reclusos il·lustres
- Nelson Mandela
- Kgalema Mothlanthe
- Jacob Zuma
- Walter Sisulu

## Cinema
- Goodbye Bafana (2007): una gran part de la pel·lícula, relata la detenció de Mandela.
- Invictus (2010): Robben Island hi és breument evocat.

## Relacions externes
- Fitxa del patrimoni mundial (francès) (anglès)
- Document d'avaluació (1999) Avaluació prèvia a la inscripció al patrimoni mundial. (francès)(anglès)